# Hermann Junker
Hermann Junker (Bendorf, 29 de novembro de 1877 - Viena, 9 de janeiro de 1962) foi um arqueólogo alemão muito conhecido por sua descoberta do sítio de Merimde no Oeste do Delta no Baixo Egito em 1928.

## Juventude
Junker nasceu em 1877 em Bendorf, filho de um contador. Em 1896 ingressou no seminário de Trier, estudando teologia, onde desenvolveu um interesse pela filosofia e pelas línguas orientais. Após quatro anos de estudo, Junker ingressou no sacerdócio e tornou-se capelão em Ahrweiler, continuando seus estudos de línguas com Alfred Wiedemann em Bonn, dedicando-se gradualmente apenas à egiptologia. Hermann Junker (sentado à direita) no cemitério de Arminna (1911/12).

## Educação profissional
Em 1901 Junker começou a estudar com Adolf Erman em Berlim, publicando sua dissertação em 1903 intitulada "Sobre o sistema de escrita no Templo de Hathor em Dendera".
Em 1906, ele publicou uma gramática dos textos em Dendera, o que lhe rendeu uma nomeação em 1907 como professor associado de egiptologia na Universidade de Viena. Em 1908, ele viajou pela primeira vez ao Egito para a Academia Prussiana de Ciências para ajudar a documentar os textos no Templo de Philae. Como membro da Comissão Egípcia da Academia Austríaca de Ciências, foi oficialmente proposto como diretor de campo.

## Trabalho profissional
No inverno de 1909-1910, Junker deu início às primeiras escavações austríacas oficiais na aldeia de Tura, perto do Cairo, onde encontrou ricos achados pré-históricos que enviou ao Museu Kunsthistorisches em Viena. No inverno seguinte, ele liderou escavações em El-Kubanieh, ao sul de Aswan, encontrando tumbas e cemitérios pré-históricos do Império Médio e do grupo C núbio. Seu interesse pelo antigo povo núbio o levou a Toschke, na Núbia Central, que escavou em 1911–1912. Como resultado de seu trabalho, em 1912 foi nomeado professor titular de egiptologia da Universidade de Viena.
Em janeiro de 1912, ele começou a escavar Gizé, participando de três campanhas em 1914, cobrindo uma área de 15 000 metros quadrados e mais de 600 sepulturas. Em 10 de janeiro de 1913, ele descobriu Mastaba de Kaninisut. Pouco depois, foi tomada a decisão de comprar a câmara de culto do Museu Kunsthistorisches em Viena, a fim de explorar a típica arquitetura de sepultura do Reino Antigo.
A quarta campanha para 1914–1915 já estava em andamento quando a Primeira Guerra Mundial impediu mais trabalho. Mesmo depois da guerra, a situação econômica na Áustria e a situação política no Egito (que permaneceu até 1922 como protetorado britânico) impediram novos trabalhos. Em janeiro de 1926, a quarta campanha começou, continuando para o lado sul da Grande Pirâmide em 1928 na sétima campanha.
Depois de Gizé, Junker começou a escavar o sítio Merimde-Benisalame no Delta Ocidental. Em sete campanhas de 1928 a 1939, ele descobriu um extenso assentamento livre neolítico que se tornou um dos mais importantes para esta época.
Em 1929, Junker assumiu a gestão do Instituto Alemão de Arqueologia Egípcia do Departamento do Cairo do Instituto Arqueológico Alemão. Em 1934, tornou-se professor de egiptologia na Universidade do Cairo, onde lecionou por 10 anos.
Pego de surpresa nas férias com a eclosão da Segunda Guerra Mundial, as escavações no Egito tiveram que parar. O Departamento do Cairo foi transferido primeiro para Berlim e, em 1943, para Viena. Durante a guerra, Junker continuou a trabalhar na publicação de materiais sobre Gizé e nunca mais voltou ao Egito.

## Publicações selecionadas
- Die Grabung auf dem Mastabafeld von Gizeh. Viena: Akademie der Wissenschaft, 1912.
- Vorbericht über die zweite Grabung bei den Pyramiden von Gizeh vom 16. Dezember 1912 bis 24. März 1913. Vienna: Akademie der Wissenschaft, 1913.
- Vorläufiger Bericht über die dritte Grabung bei den Pyramiden von Gizeh vom 3. Januar bis 28. April 1914. Viena: Akademie der Wissenschaft, 1914.
- The Austrian Excavations, 1914. Journal of Egyptian Archaeology 1 (1914), pp. 250–253.
- Bericht über die ägyptische Expedition im Frühjahr 1925. Viena: Akademie der Wissenschaft, 1925.
- Vorläufiger Bericht über die vierte Grabung bei den Pyramiden von Gizeh. Viena: Akademie der Wissenschaft, 1927.
- Vorläufiger Bericht über die fünfte Grabung bei den Pyramiden von Gizeh. Viena: Akademie der Wissenschaft, 1928.
- Vorläufiger Bericht über die sechste Grabung bei den Pyramiden von Gizeh. Viena: Akademie der Wissenschaft, 1929.
- Vorläufiger Bericht über die siebente Grabung bei den Pyramiden von Giza vom 27. November 1928 bis 25. Februar 1929. Viena: Akademie der Wissenschaft, 1929.
- Gîte I. Die Mastabas der IV. Dynastie auf dem Westfriedhof. Viena e Leipzig: Hölder-Pichler-Tempsky, 1929.
- Gîza II. Die Mastabas der beginnenden V. Dynastie auf dem Westfriedhof. Viena e Leipzig: Hölder-Pichler-Tempsky, 1934.
- Gîza III. Die Mastabas der vorgeschrittenen V. Dynastie auf dem Westfriedhof. Viena e Leipzig: Hölder-Pichler-Tempsky, 1938.
- Gîteza IV. Die Mastaba des K3jm'nh (Kai-em-anch). Viena e Leipzig: Hölder-Pichler-Tempsky, 1940.
- Gîte V. Die Mastaba des Snb (Seneb) und die umliegenden Gräber. Viena e Leipzig: Hölder-Pichler-Tempsky, 1941.
- Gîteza VI. Die Mastaba des Nfr (Nefer), Kdf.jj (Kedfi), K3hjf (Kahjef) und die westlich anschliessenden Grabanlagen. Viena e Leipzig: Hölder-Pichler-Tempsky, 1943.
- Gîza VII. Der Ostabschnitt des Westfriedhofs. Erster Teil. Viena e Leipzig: Hölder-Pichler-Tempsky, 1944.
- Gîza VIII. Der Ostabschnitt des Westfriedhofs. Zweiter Teil. Viena: Rudolf M. Rohrer, 1947.
- Pousadas IX. Das Mittelfeld des Westfriedhofs. Viena: Rudolf M. Rohrer, 1950.
- Gîteza X. Der Friedhof südlich der Cheopspyramide. Westteil. Viena: Rudolf M. Rohrer, 1951.
- Gîteza XI. Der Friedhof südlich der Cheopspyramide. Ostteil. Viena: Rudolf M. Rohrer, 1953.
- Gîteza XII. Schlußband mit Zusammenfassungen und Gesamt-Verzeichnissen von Band I – XII. Viena: Rudolf M. Rohrer, 1955.
- “Mutter und Sohn auf einem Relief des frühen Alten Reiches.” Anzeiger der phil.-hist. Klasse der Österreichischen Akademie der Wissenschaften, Jahrgang 1953, Nr. 14, pp. 171–175.
- A Sala de Ofertas do Príncipe Kaninisut. Viena: Museu Kunsthistorisches, 1931.
- Zu einigen Reden und Rufen auf Grabbildern des Alten Reiches. Akademie der Wissenschaften in Wien, Philosophisch-historische Klasse, Sitzungsberichte, 221. Band, 5. Abhandlung. Viena e Leipzig: Hölder-Pichler-Tempsky, 1943.